# Obefläckade avlelsens orden
Obefläckade avlelsens orden av Vila Viçosa (även känd såsom Vår Frus Orden av Avlelsen av Vila Vicosa) (Portugisiska: Ordem de Nossa Senhora da Conceição de Vila Viçosa) är en portugisisk husorden inom huset Bragança, vilken var den tidigare kungliga familjen i Portugal. Den nuvarande stormästaren är Duarte Pio, hertig av Bragança.

## Historia
Orden skapades av kung Johan VI av Portugal i Rio de Janeiro den 6 februari 1818, vilket var samma dag som han utropades till kung. Orden fick sina statuter den 10 september 1819. Själva namnet syftar på det som kallades konungarikets religiösa monark, då Portugal sedan sin skapelse har varit känt som Jungfru Marias land.

## Klasser
Orden är indelad i fyra klasser:
- Storkors
- Kommendör
- Riddare/Ledamot
- Tjänare

## Insignier

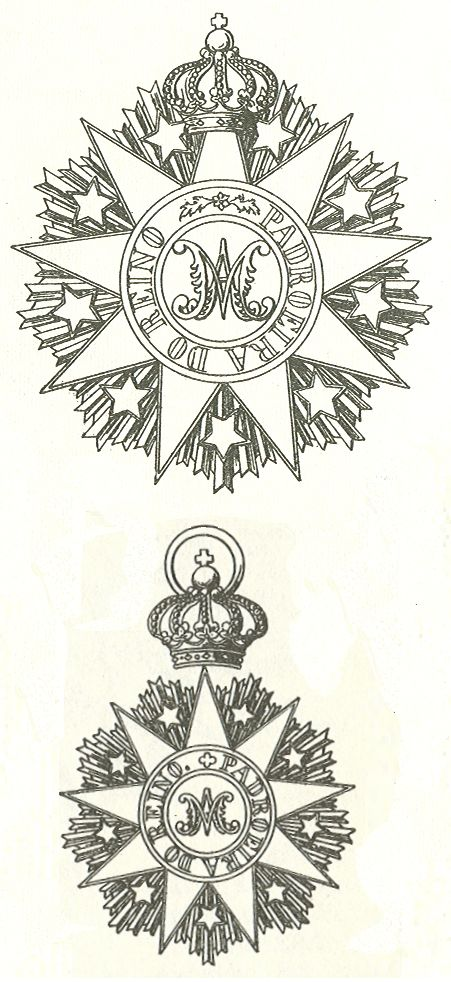
Storkors kraschan samt bandet med sitt riddartecken.

Ordens insignier skapades av den franske målaren Jean-Baptiste Debret (1768–1848), som i Rio de Janeiro höll på att skapa ett  lyceum (Escola Real de Artes e Ofícios) på uppdrag av kung Johan VI och Pedro José Joaquim Vito de Meneses Coutinho Markisen av Marialva. Ordens band är i ljust blått med vita ränder. Tecknet är stjärnformat och krönt, och i dess mitt syns ett monogram med bokstäverna AM. Runt monogrammet syns ordens devis
"Padroeira do Reino" ("Konungarikets Beskyddarinna").